# Heilig Hartbeeld (Nederwetten)
Het Heilig Hartbeeld is een standbeeld in de Nederlandse plaats Nederwetten.

## Achtergrond
Het Heilig Hartbeeld werd in 1930 geplaatst bij de Lambertuskerk.

## Beschrijving
Het beeld is een staande Christusfiguur die zegenend zijn rechterhand opheft, met zijn linkerhand wijst hij naar het Heilig Hart op zijn borst. Op de sokkel een plaquette met de tekst 

H. HART VAN JEZUS ZEGEN ONZE PAROCHIE

## Rijksmonument
Het beeldhouwwerk is erkend als rijksmonument, het heeft onder andere "cultuurhistorische waarde als bijzondere uitdrukking van een sociale en geestelijke ontwikkeling, in het bijzonder de ontwikkeling van de katholieke devoties in het interbellum. Het heeft ensemblewaarden als onderdeel van een groter geheel dat cultuurhistorische, architectuurhistorisch en stedebouwkundig van belang is. "